# Fanny Falkner
Fanny Johanna Maria Falkner, född 9 juni 1890 i Karlshamn, skriven i Jakob och Johannes församling i Stockholm, död 6 oktober 1963 i Köpenhamn, var en svensk skådespelare och miniatyrmålare.

## Biografi
Fanny Falkner växte upp i Stockholm där hon studerade vid Tekniska skolan i Stockholm 1904–1907 och därefter vid  Edvard Saltofts malerskole i Köpenhamn 1907 och Högre konstindustriella skolan i Stockholm samt pastellmåleri för August Strindberg 1911. Som miniatyrmålare var hon autodidakt och räknades under 1910- och 1920-talen till Nordens främsta miniatyrmålare. Hon utförde omkring 500 miniatyrporträtt på elfenben, bland annat av Christian X och drottning Alexandrine av Danmark. Hon medverkade i en utställning på Gummesons konsthall 1929.
Vid återkomsten till Stockholm träffade hon Manda Björling, som ordnade statist- och småroller för henne vid Intima teatern. Vid en föreställning uppmärksammades hon av August Strindberg, som ansåg henne lämplig för rollen som Eleonora i pjäsen Påsk.
Hon fick inte rollen, men kontakten mellan Falkner och Strindberg resulterade i att Strindberg hyrde en del av hennes föräldrars våning på Drottninggatan, Blå tornet. Falkner var engagerad vid Intima teatern under några år, men flyttade till Köpenhamn när rykten om äktenskap mellan henne och Strindberg kom i omlopp. Som illustratör gjorde hon omslagen till Strindbergs Abu Casems tofflor 1908 och slutvinjetten till Stora landsvägen 1909. I en modell rekonstruerade hon de tre rum som Strindberg bebodde hos hennes föräldrar; den tillhör idag Nationalmuseum. Som konstnär är hon representerad vid bland annat Nationalmuseum och Sven-Harrys konstmuseum i Stockholm med ett självporträtt respektive två porträtt av Strindberg.
Hon var dotter till handlanden Frans Falkner, ursprungligen Nilsson, och Anna Meta Hansen , som var danska, samt vidare syster till Stella Falkner-Söderberg, svägerska till Mona Geijer-Falkner och kusin till konstnären Tage Falkner. Hon flyttade från Sverige 1922 och bosatte sig då i Köpenhamn där hon anställdes som porslinsmålare vid Den kongelige Porcelainsfabrik. Hon var också gift men skildes. Hon avled 1963 och är gravsatt i familjegraven på Skogskyrkogården i Stockholm.